# 第十二届澳门国际电影节
第十二届澳门国际电影节（英語：12th Macau International Movie Festival）在2020年12月20日在澳门举办，《八佰》是本届电影节最大赢家。

## 提名和得奖
| 最佳影片 - 《八佰》 – 管虎 - 《金刚川》 – 管虎、郭帆、路阳 - 《死因无可疑》 – 袁建伟 - 《荞麦疯长》 – 徐展雄 - 《误杀》 – 陈思诚 - 《圣荷西谋杀案》 – 潘源良 - 《八月未央》 – 李凯 - 《半个喜剧》 – 周申、刘露 | 最佳导演 - 管虎 – 《八佰》 - 柯汶利 – 《误杀》 - 袁建伟 – 《死因无可疑》 - 潘源良 – 《圣荷西谋杀案》 - 李凯 – 《八月未央》                        |
| 最佳男主角 - 张译 – 《金刚川》 - 肖央 – 《误杀》 - 佟大为 – 《圣荷西谋杀案》 - 罗晋 – 《八月未央》 - 陈家乐 – 《死因无可疑》                                                                                   | 最佳女主角 - 钟楚曦 – 《八月未央》 - 陈冲 – 《误杀》 - 赵薇 – 《两只老虎》 - 马思纯 – 《荞麦疯长》 - 郑秀文 – 《圣荷西谋杀案》                    |
| 最佳男配角 - 无 - 秦沛 – 《误杀》 - 吴京 – 《金刚川》 - 杜淳 – 《八佰》 - 范伟 – 《两只老虎》 - 倪大红 – 《一日成交》                                                                                          | 最佳女配角 - 田海蓉 – 《全心爱你》 - 谭卓 – 《误杀》 - 刘晓庆 – 《八佰》 - 蔡卓妍 – 《圣荷西谋杀案》 - 闫妮 – 《两只老虎》                        |
| 最佳编剧 - 《金刚川》 – 管虎 - 《死因无可疑》 – 袁建伟 - 《荞麦疯长》 – 徐展雄 - 《半个喜剧》 – 周申、刘露 - 《一日成交》 – 王挺                                                                               | 最佳摄影 - 无 - 《误杀》 – 张颖 - 《金刚川》 – 罗攀、刘寅、韩淇名、高伟喆 - 《八佰》 – 曹郁 - 《死因无可疑》 – 程湛凯 - 《圣荷西谋杀案》 – 叶绍麒 |
| 最佳新人 - 溪格 –《久久见过还想见》 | 优秀女演员奖 - 蓝心妍 –《梦醒黄金城》 |
| 新锐导演奖 - 沈慕白 –《梦醒黄金城》 - 三丑 –《张之洞》 | 网络票选最受欢影片大奖 - 《八佰》 – 管虎 |
| 网络票选最受欢迎男演员奖 - 罗晋 – 《八月未央》 | 网络票选最受欢迎女演员奖 - 田海蓉 – 《全心爱你》                                                                                                  |